# Sinapis arvensis
Sinapis arvensis là một loài thực vật có hoa trong họ Cải. Loài này được L. miêu tả khoa học đầu tiên năm 1753.